# Luzzara
Luzzara é uma comuna italiana da região da Emília-Romanha, província de Reggio Emilia, com cerca de 8.519 habitantes. Estende-se por uma área de 39 km², tendo uma densidade populacional de 218 hab/km². Faz fronteira com Dosolo (MN), Gonzaga (MN), Guastalla, Reggiolo, Suzzara (MN).

## Demografia
| Variação demográfica do município entre 1861 e 2011                               |
|                                                                                   |
| Fonte: Istituto Nazionale di Statistica (ISTAT) - Elaboração gráfica da Wikipedia |